# Grigóriyevskaya (Krasnodar)
Grigórievskaya (del ruso: Григо́рьевская) es una stanitsa del raión de Séverskaya del krai de Krasnodar, en Rusia. Está situada en el borde septentrional del Cáucaso, a orillas del Shebsh, afluente del Afips, de la cuenca del Kubán, 19 km al sureste de Séverskaya y 40 km al suroeste de Krasnodar. Tenía 1 295 habitantes en 2010.
Es cabeza del municipio Grigoriévskoye, al que pertenece asimismo Stávropolskaya.

## Historia
Fue fundada el 28 de agosto de 1864. Recibió la inmigración de griegos pónticos que emigraron por las persecuciones en el Imperio otomano a finales del siglo XIX y principios del XX.

## Economía
El principal sector económico de la localidad es el maderero, que explota 176 ha de bosque.